# 第58親衛諸兵科連合軍 (ロシア陸軍)
第58親衛諸兵科連合軍（だい58しんえいしょへいかれんごうぐん、ロシア語: 58-я гвардейская общевойсковая армия）は、ロシア陸軍の軍。南部軍管区隷下。

## 概要

### 第二次世界大戦
1941年11月10日、第二次世界大戦の影響に伴い、赤軍第58軍としてロシア・ソビエト連邦社会主義共和国で創設された
1942年7月から独ソ戦に投入され、枢軸国に勝利し、戦後に解隊された。

### 冷戦期
1995年6月、第一次チェチェン紛争の影響に伴い、ソ連地上軍第42軍団を基幹に第58諸兵科連合軍として北オセチア共和国で再編された。
1999年10月、第二次チェチェン紛争に投入された。
2004年9月、ベスラン学校占拠事件に治安出動した。
2008年8月、南オセチア紛争に投入された。
2020年5月、スヴォーロフ勲章を授与された。

### ロシアのウクライナ侵攻

#### 南部・ヘルソン戦線
2022年2月24日、ロシアのウクライナ侵攻でクリミア共和国に配備され、第7親衛空中強襲師団と共に南部ヘルソン州で攻勢を開始し、3月に第42親衛自動車化狙撃師団がヘルソンを占領した。

#### 南部・ザポリージャ戦線
2022年3月、南部ザポリージャ州で攻勢を開始し、3月までにメリトポリ、ベルジャーンシク、ヴァシリウカ、トクマクを占領し、ザポリージャ方面で撃退された。

#### 東部・マリウポリ戦線
2022年3月、第19自動車化狙撃師団が東部ドネツィク州ヴォルノヴァーハ地区で攻勢を開始し、3月にヴォルノヴァーハを占領した。
2022年3月、東部ドネツィク州マリウポリで攻勢を開始し、ドネツク人民共和国から進軍してきた友軍と合流してマリウポリを包囲し、5月にマリウポリを占領した。

#### 東部・セベロドネツク戦線
2022年5月、激戦地の東部ルハーンシク州セヴェロドネツィク地区に再配置され、友軍の救援で攻勢を開始し、7月までにセヴェロドネツィク、リシチャンシクを占領してロシア軍はルハーンシク州全域を占領した。

#### 南部・ヘルソン戦線
2022年7月、第19師団隷下の第429自動車化狙撃連隊が南部ヘルソン州ヘルソン地区に再配置されていたが、ウクライナ軍の攻勢で11月にドニエプル川西岸を解放されて撤退した。

#### 東部・北ドネツク戦線
2022年9月、第19師団隷下の第503親衛自動車化狙撃連隊が東部ドネツィク州クラマトルシク地区に再配置されていたが、ウクライナ軍の攻勢でリマンに包囲され降伏勧告を無視して抗戦し大損害を出したが、ウラジーミル・プーチン大統領がウクライナ4州の併合を発表すると撤退した。

#### 南部・ザポリージャ戦線
2022年8月、南部ザポリージャ州ポロヒー地区、ヴァシリウカ地区に再配置され、トクマク周辺を3重の強固な防衛線スロヴィキン・ラインで要塞化した。2023年6月には第47独立機械化旅団、第33独立機械化旅団がオリヒウ方面で攻勢を開始したが、第19自動車化狙撃師団、第42親衛自動車化狙撃師団が防御してレオパルト23輌を含む戦車30輌以上の大損害を与えオリヒウ方面で撃退した。
2023年6月、第19師団、第4親衛軍事基地がヴァシリウカ方面を防御したが、第128独立山岳強襲旅団の攻勢でロブコベ、ピャティハトキを解放された。
2023年7月、イワン・ポポフ司令官がロシア軍のワレリー・ゲラシモフ総司令官に「砲撃対策が不十分でロシア軍に多数の死傷者が出ている」と問題提起して解任された。
2023年8月、第42師団がオリヒウ方面を防御したが、ウクライナ軍の攻勢で第1防衛線のロボティネを解放された。
2023年9月26日、ウラジーミル・プーチン大統領より、名誉称号「親衛隊」を授与された。
2023年11月、第136独立親衛自動車化狙撃旅団が南部ザポリージャ州ポロヒー地区に再配置され、ロボティネ方面に展開した。

## ギャラリー

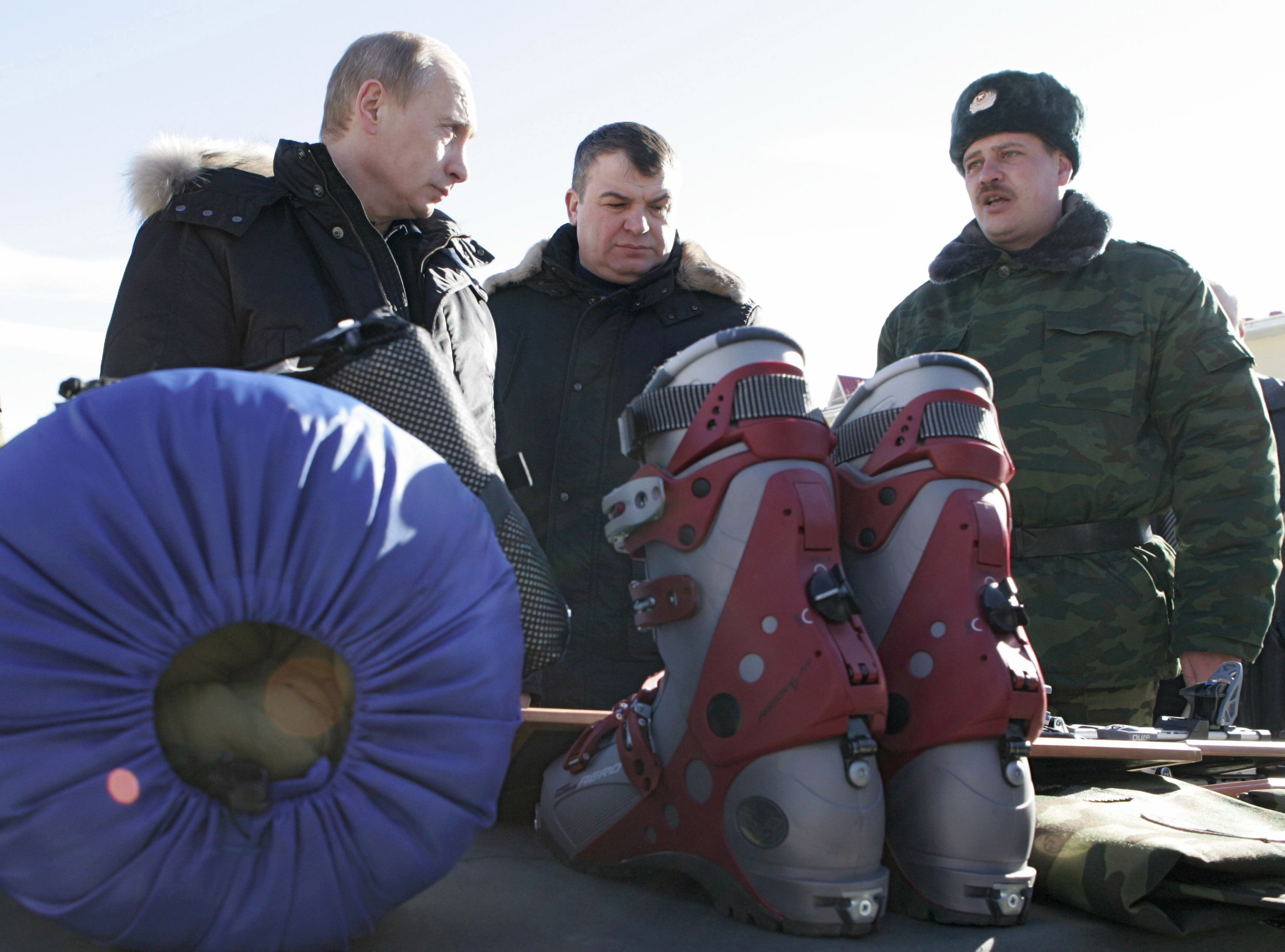
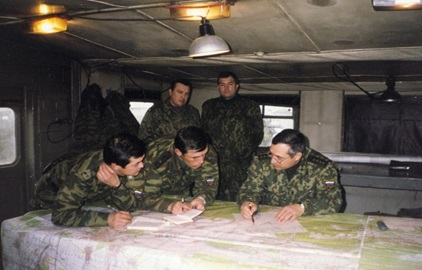
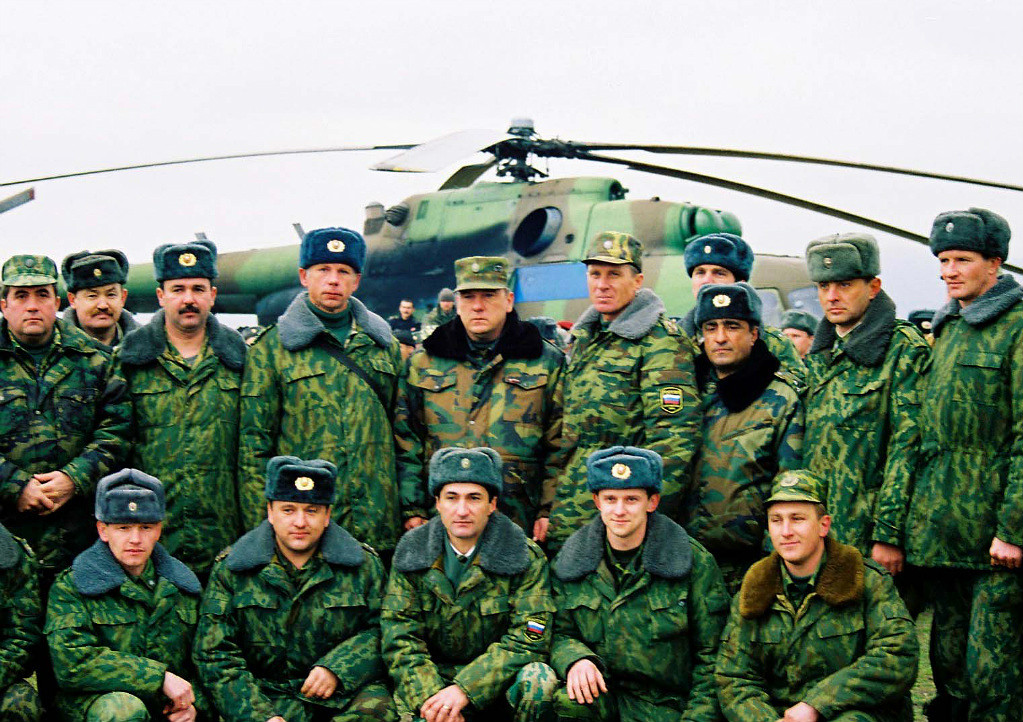
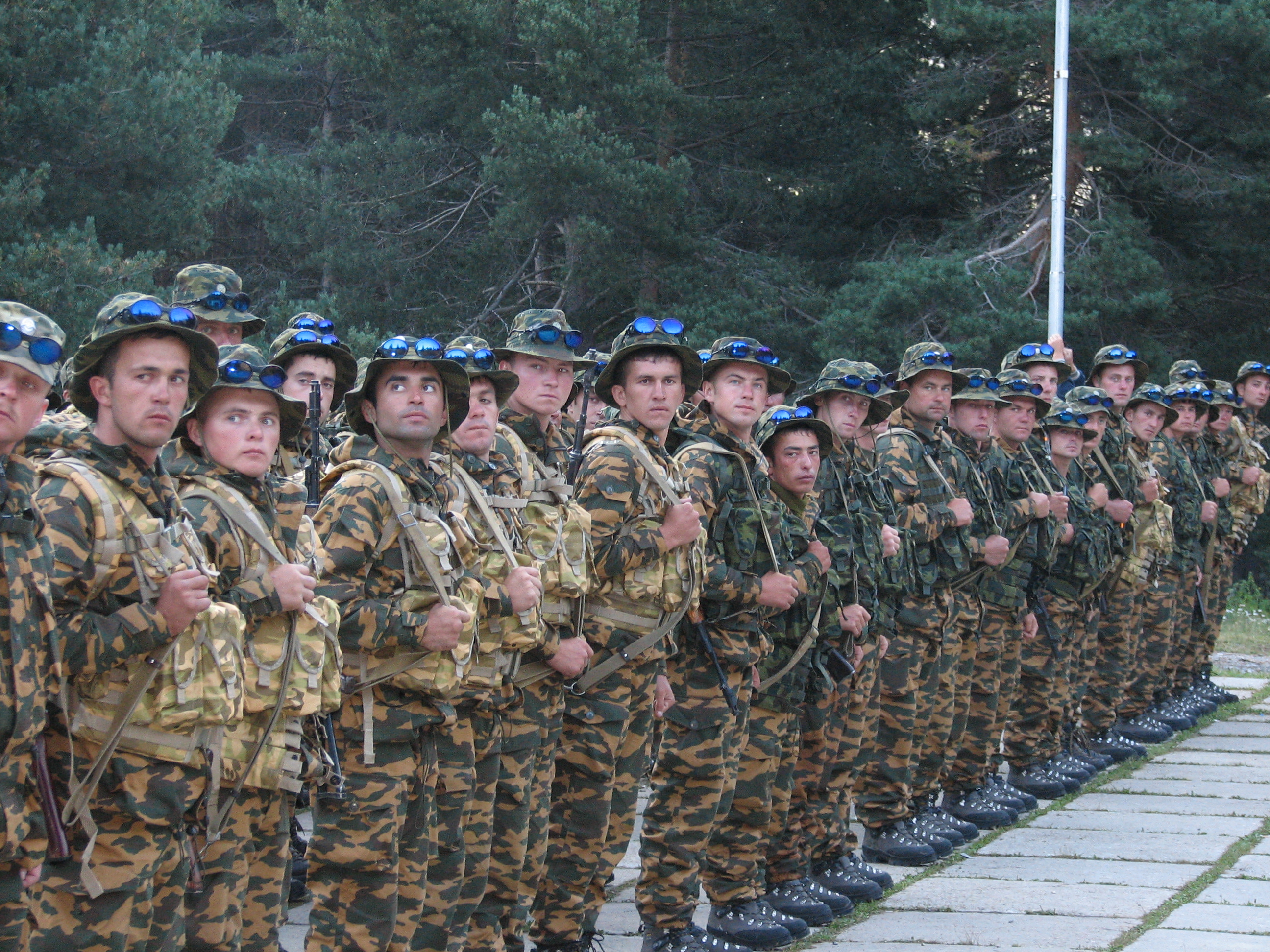

#### 東部・アウディーイウカ戦線
2023年1月、第42親衛自動車化狙撃師団が東部ドネツィク州ポクロウシク地区に再配置され、マリンカで攻勢を開始したが撃退された。

#### 東部・南ドネツク戦線
2023年3月、第136独立親衛自動車化狙撃旅団が東部ドネツィク州ヴォルノヴァーハ地区に再配置され、ヴフレダール方面で攻勢を開始したが撃退された。6月にはウクライナ軍がヴェリカ・ノヴォシルカ方面で攻勢を開始し、ウロジャイネを解放された。

#### 東部・バフムート戦線
2023年12月、第42師団隷下の北アフマト連隊が激戦地の東部ドネツィク州バフムート地区に再配置され、第2親衛軍団隷下の第88独立自動車化狙撃旅団と共にバフムート南に展開した。

#### 北東部・ハルキウ戦線
2024年11月、第136旅団がロシアと国境を接する北東部ハルキウ州チュフイウ地区に再配置され、友軍の救援でヴォウチャンシク方面に展開した。

## 編制
- 第34司令部旅団（ウラジカフカス）
- 第19自動車化狙撃師団（ウラジカフカス）
- 第42親衛自動車化狙撃師団（ハンカラ）
- 第136独立親衛自動車化狙撃旅団（ブイナクスク）
- 第4親衛軍事基地（ツヒンヴァリ）
- 第291親衛砲兵旅団（ロシア語版）（イングーシ共和国）
- 第12ミサイル旅団（ロシア語版）（モズドク）
- 第67高射ミサイル旅団（ロシア語版）（ウラジカフカス）
- 第100独立偵察旅団（モズドク）
- 第31工兵連隊（ロシア語版）
- 第74通信連隊
- 第40化学防護連隊（ロシア語版）
- 第14独立電子戦大隊

## 出身者
- アナトリー・フルリョフ
- ウラジーミル・ブルガコフ
- ゲンナジー・トロシェフ
- ワレリー・ゲラシモフ